# Reflexivní modernizace
Reflexivní modernizace je sociologickou teorií německého sociologa Ulricha Becka, která okrajově reaguje na národní socialismus první poloviny 20. století.

## Reflexivní modernizace
Reflexivní modernizace je stav, kdy jedna epocha moderny mizí a další vzniká. Ke vzniku té další nedochází cestou politických voleb, svržením vlády nebo revolucí, ale vedlejším působením modernizací. K zániku industriální epochy dochází kvůli vítězství západní modernizace. Mnohá ohrožení světa vyplývají z toho, že většina zemí a kultur ještě nedospěla k útočišti jistoty a racionality, demokracie a blahobytu, přestože jediný protivník na cestě do ráje – komunismus zahynul. Jeden protivník však stále existuje a rozkládá kapitalismus podvázaný demokracií a sociálním státem. Tímto protivníkem je diktatura věcných tlaků, ekonomiky, techniky, politiky, vědy, tedy absolutismus samotné industriálně společenské modernizace. Moderní společnost ještě nikde neexistuje, protože společnosti, které nyní takto označujeme, jsou ještě úzce spjaty s industriální společností.

## Modernizace
Modernizace odnímá tím, jak se osamostatňuje, základy a souřadnice industriálně společenské modernizaci. Kvůli tomu dochází k zanikání sociálních tříd a zvětšují se sociální nerovnosti. Například rodina, místo a útočiště blízkosti, intimity a lásky prochází prostřednictvím nehostinné moderny proměnami. Industriální moderna založena na racionalitě zastarává a je nahrazena druhou modernou. Ukazuje se, že se stejnou dynamikou se kterou vznikla, se i přivedla k zániku a proměnila se do dalšího stádia. Žijeme v jiném světe, než ve kterém si myslíme. Nová moderna vytvořila propast mezi pojmem a skutečností a je těžko pojmenovatelná, protože pro ni zatím neznáme odpovídající názvy. Z moderny, kterou jsme znali se stalo neznámé území, na které se nedají aplikovat klasické myšlenkové modely. Tato moderna se chápe jako osamostatněná modernizace, kterou nejde brzdit nebo racionalizovat.

## Teorie reflexivní modernizace
Teorie reflexivní modernizace oproti tomu zahrnuje tezi, že modernizace nemění pouze industriálně společenský rámec modernizace, ale že se rozpadá na rozhodování individuí, která jsou v případě reflexivní modernizace vítězi i poraženými. Individua jsou vymaněna z institucionární klece rolí, jednání nebo sporů. Struktury rozbíjejí struktury a umožňují rozvoj subjektivity a jednání. To později vede k většímu prostoru pro polemiku a kritiku společnosti, která ji proměňuje.

## Důsledek reflexivní modernizace
Důsledkem reflexivní modernizace může být další rozvoj moderny, nebo vznik protimoderny, která přesahuje omezenost industriální společnosti. Hnutími protimoderny mohou být: neofašismus, ekologická demokracie, ekodiktatura, atd. Vznikne tak jiná moderna, jiná společnost, která ovšem nemusí být vůbec v ničem lepší než ta předchozí. Je však natolik jiná, že probouzí zvědavost. Industriální společnost je historickým propojením moderny s protimodernou. Její další proměnou můžeme dosáhnout jiných moderen.
Teorie reflexivní modernizace vede spor s dvěma konkurenčnímu směry. Prvním z nich je dominantní teorie industriálně společenské modernizace, která zahrnuje dvě školy: funkcionalistickou a marxistickou. V praxi se jedná například o přesun těžiště průmyslového sektoru do sektoru služeb. Druhým směrem je teorie postmoderny, která se rozchází s principy moderny. Postmoderní teorie rozchodu se zakládají na záměně moderny s modernou industriální společnosti. Tato záměna však brání vzniku jiné moderny. Reflexivní modernizace neusiluje o sebezničení, ale o sebeproměnu základů industriální modernizace.